# Namka Co
Namka Co (kinesiska: Naka Cuo, 纳卡错) är en sjö i Kina. Den ligger i den autonoma regionen Tibet, i den sydvästra delen av landet, omkring 280 kilometer nordväst om regionhuvudstaden Lhasa. Namka Co ligger 4 537 meter över havet. Arean är 21,8 kvadratkilometer. Trakten runt Namka Co består i huvudsak av gräsmarker. Den sträcker sig 6,6 kilometer i nord-sydlig riktning, och 6,1 kilometer i öst-västlig riktning.